# Domenico Maria de Novara
Domenico Maria de Novara da Ferrara (latinsko Domenicus Maria Novaria Ferrariensis), italijanski astronom in astrolog, * 29. julij ali 1. avgust 1454, Ferrara, Italija, † 15. ali 18. avgust 1504, Bologna, Italija.

## Življenje in delo
De Novara je bil 21 let profesor na Univerzi v Bologni, kjer je bil tudi Kopernikov učitelj. Kopernik je bil najprej njegov učenec, kasneje pa je postal njegov pomočnik in sodelavec pri opazovanjih in meritvah. De Novara je bil po lastnih besedah Regiomontanov učenec. Najprej je študiral v Firencah pri Pacioliju.
Veliko njegovih del je zgubljenih. Ohranjenih je nekaj astroloških almanahov, ki jih je napisal za univerzo. Kot je bilo tedaj v navadi, je bil zaradi denarnih razlogov dejaven astrolog.
9. marca 1497 sta s Kopernikom opazovala okultacijo Lune z Aldebaranom, α Bika, znane zvezde v Hijadah. To je bilo sploh prvo Kopernikovo opazovanje in ga je opisal v svojem znanem delu Knjige kroženj (De revolutionibus orbium coelestium). S podatki tega opazovanja je Kopernik pobijal Ptolemejev model razdalje do Lune.